# Fall to Pieces
A Fall to Pieces az ötödik és egyben utolsó kislemeze Avril Lavigne második, Under My Skin című albumáról. Avril Lavigne és Raine Maida írta és készítette. Ez egy lassabb dal, hasonló a Nobody's Home című számhoz.

## Ranglisták
Promóció hiányában ez volt az albumról kimásolt legkevésbé sikeres kislemez, annak ellenére, hogy a rajongók között sikert aratott. Az Egyesült Államokban a „U.S. Hot 100” listájára nem került fel, továbbá Ausztráliában sem került fel a ranglistára, de az amerikai „Billboard Pop 100” listáján 55. helyezést ért el és 39. helyen végzett a „Billboard Top 40” listáján. Kanadában nagyobb sikere volt, ott 3. helyezett lett. Az Egyesült Királyságban nem jelent meg a kislemez.
| Ranglista                    | Helyezés |
| ---------------------------- | -------- |
| American Top 40              | 39       |
| U.S. Billboard Hot 100       | 106      |
| U.S. Billboard Pop 100       | 55       |
| U.S ARC Chart (Radio) Top 40 | 16       |
| Canadian Singles Chart       | 3        |